# Crisanto España
Crisanto España (* 25. Oktober 1964 in Ciudad Bolívar, Bolívar, Venezuela) ist ein ehemaliger venezolanischer Boxer im Weltergewicht.
Seine Bilanz im Amateurboxsport war 54-10. 1984 wurde España Boxprofi und gewann seine ersten 30 Profikämpfe. Ende Oktober 1992 wurde er WBA-Weltmeister, als er den Boxkampf gegen den amtierenden Weltmeister Meldrick Taylor in der 8. Runde durch technischen KO gewann. Er verteidigte seinen Titel zweimal erfolgreich, bevor er ihn 1994 in der 11. Runde an Ike Quartey verlor. Danach kämpfte España nur noch einmal in Irland im Jahr 1995 und zog sich mit einer Kampfbilanz von 31-1-0 mit 25 KO-Siegen zurück.
Sein älterer Bruder Ernesto España war von 1979 bis 1980 Leichtgewichtsweltmeister der World Boxing Association.